# Comuna Hannusivka, Novopskov
Hannusivka (în ucraineană Ганнусівка) este o comună în raionul Novopskov, regiunea Luhansk, Ucraina, formată din satele Hannusivka (reședința), Pantiuhîne și Solone.

## Demografie
Componența lingvistică a comunei Hannusivka
     Ucraineană (91,38%)
     Rusă (8,62%)
Conform recensământului din 2001, majoritatea populației comunei Hannusivka era vorbitoare de ucraineană (91,38%), existând în minoritate și vorbitori de rusă (8,62%).